# The Ghost Breaker (film 1922)
The Ghost Breaker è un film del 1922 diretto da Alfred E. Green. Interpretato da Wallace Reid e da Lila Lee, il film -  tratto da un lavoro teatrale di Charles W. Goddard e Paul Dickey - uscì nelle sale distribuito dalla Paramount e dalla Famous Players-Lasky Corporation che lo aveva anche prodotto. La commedia del 1909, il cui titolo completo era The Ghost Breaker, a Melodramatic Farce in Four Acts fu presentata a Broadway al Lyceum Theatre il 3 marzo 1913.
Il film è un remake di The Ghost Breaker del 1914, diretto da Cecil B. DeMille e da Oscar Apfel; un'ulteriore versione dal titolo La donna e lo spettro con Bob Hope e Paulette Goddard verrà fatta nel 1940 da George Marshall che rifarà il film nel 1953 col titolo Morti di paura, interpretato da Dean Martin e Jerry Lewis.

## Trama
Cercando di scappare da una faida di montanari nel Kentucky, Warren Jarvis incontra Maria Theresa, una ragazza che cerca di liberare il castello del padre dai fantasmi di cui è infestato. In realtà, i fantasmi sono dei lestofanti al soldo del duca d'Alva che, convinto che nel castello sia nascosto un tesoro, cerca di impadronirsene, spaventando Maria Theresa che lui vorrebbe sposare. Warren e Maria non troveranno il tesoro, ma sono felici lo stesso perché hanno trovato l'amore.

## Produzione
Il film fu prodotto dalla Famous Players-Lasky Corporation (Paramount Pictures)

## Distribuzione
Distribuito dalla Paramount Pictures, venne presentato in prima a New York il 10 settembre 1922. In Danimarca, il film fu distribuito come Mystikkens Overmand il 24 novembre 1923; nel Regno Unito, distribuito dalla Paramount British Pictures, uscì in sala il 27 marzo 1924, mentre in Francia uscì il 13 giugno 1924 con il titolo La Fin des fantômes.
Non si conoscono copie ancora esistenti della pellicola che viene considerata presumibilmente perduta